# سلام انگلیس
سلام انگلیس (به هندی: Namaste England) فیلمی محصول سال ۲۰۱۸ و به کارگردانی ویپول آمروتلال شاه است. در این فیلم بازیگرانی همچون پرینیتی چوپرا، آرجون کاپور، ساتیش کایشیک ایفای نقش کرده‌اند.